# Rällingsbergs gruvor

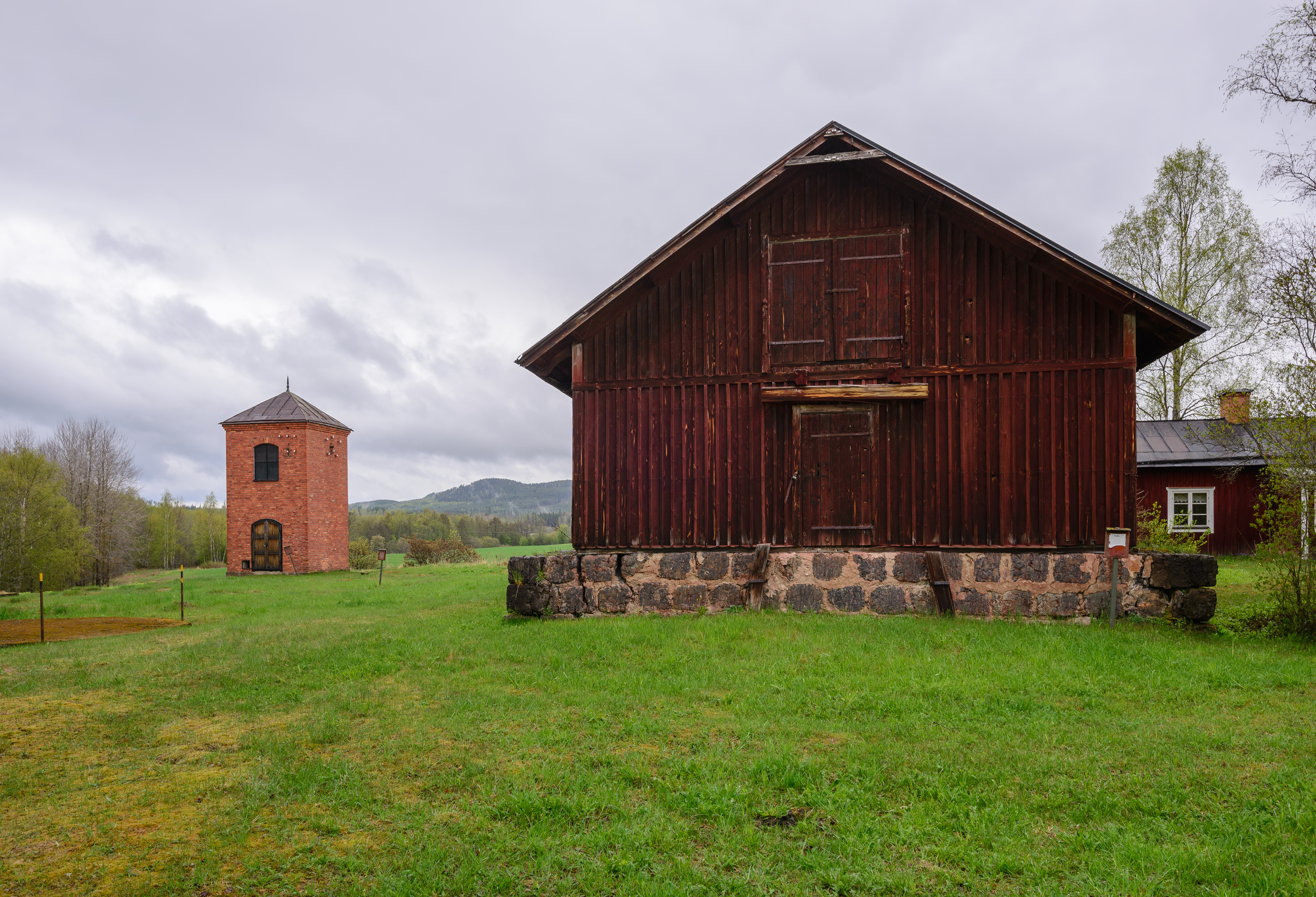
Transformatorstationen och skrädhuset i maj 2015.

Rällingsbergs gruvor är ett område med före detta järnmalmsgruvor strax utanför Långshyttan, Dalarnas län. Numer är området en del i ekomuseet Husbyringen. Gruvdriften pågick 1841–1932, och som mest arbetade cirka 100 personer i gruvorna.
Malmfältet Rällingsbergs gruvor består av Rällingsbergs gruva med dagbrott och tre schakt, Ågruvan samt Myrgruvan (lokalt kallad Kaksmällan). Även Sjögruvan (som också kallats Mellanschaktet eller Intrånget) ingår, ett schakt som dock inte blev djupare än 40 meter och brytningen däri upphörde efter en kort tid.

## Historik

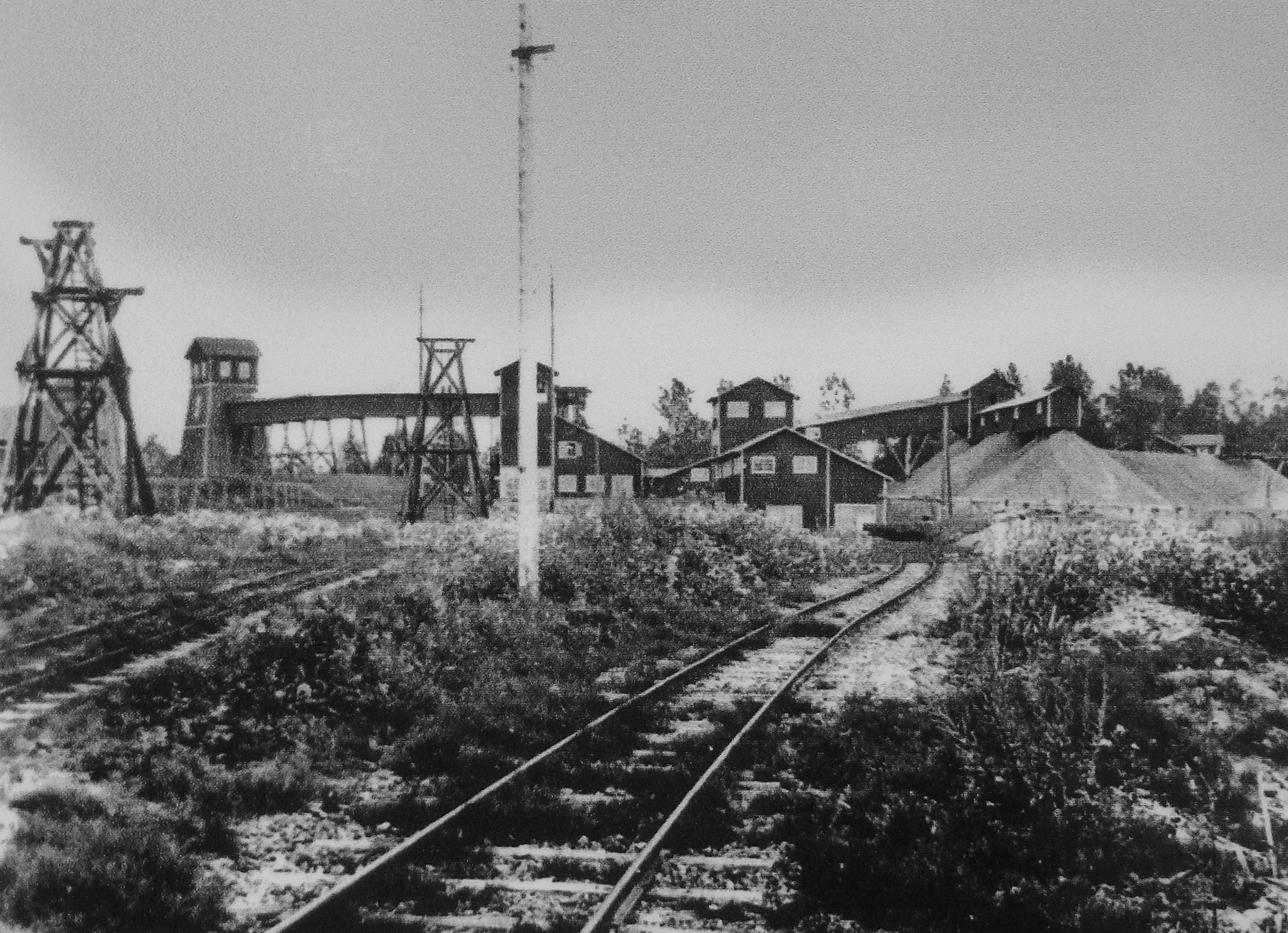
Rällingsbergs gruva i drift.

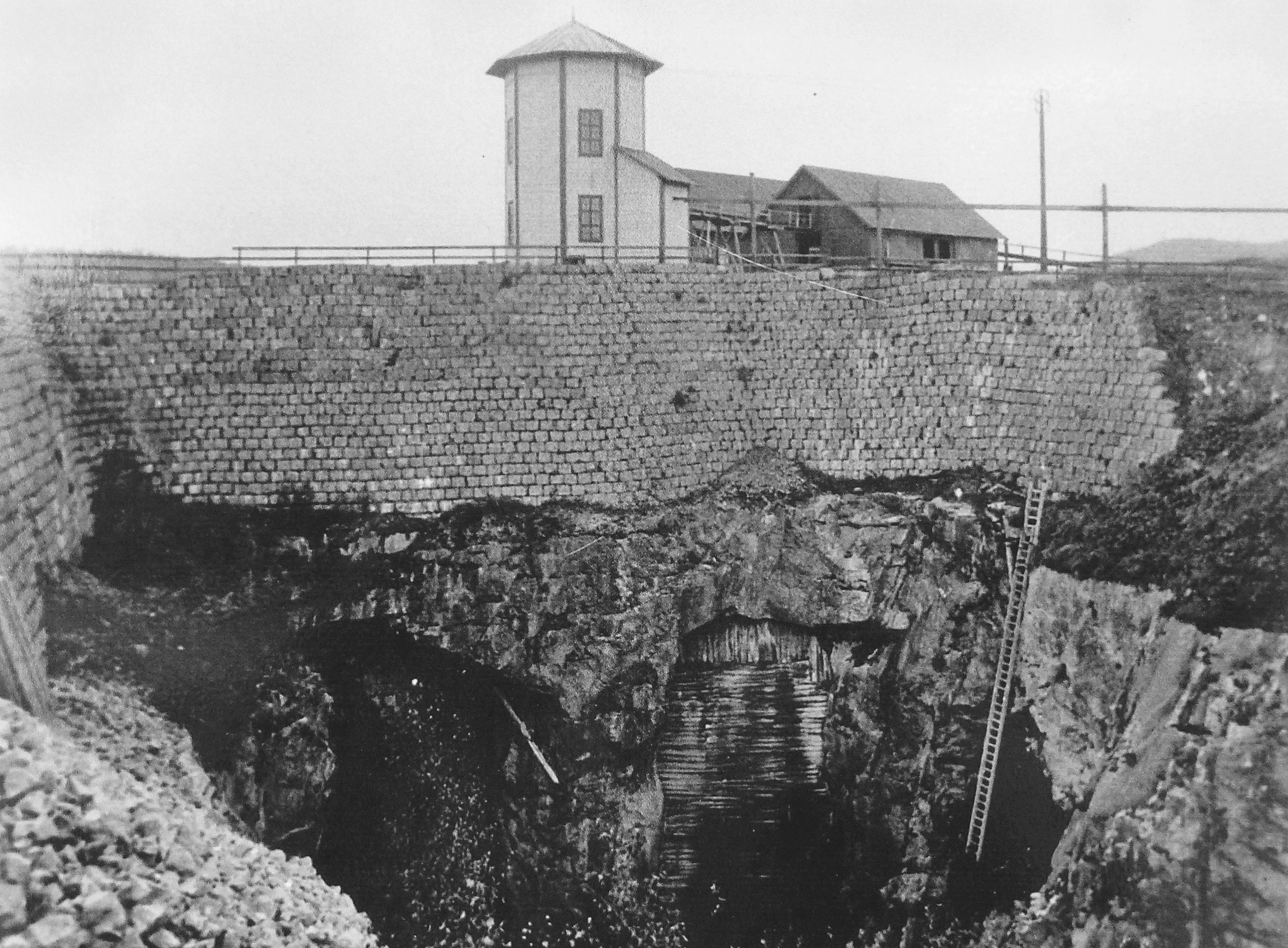
"Stora stöten".

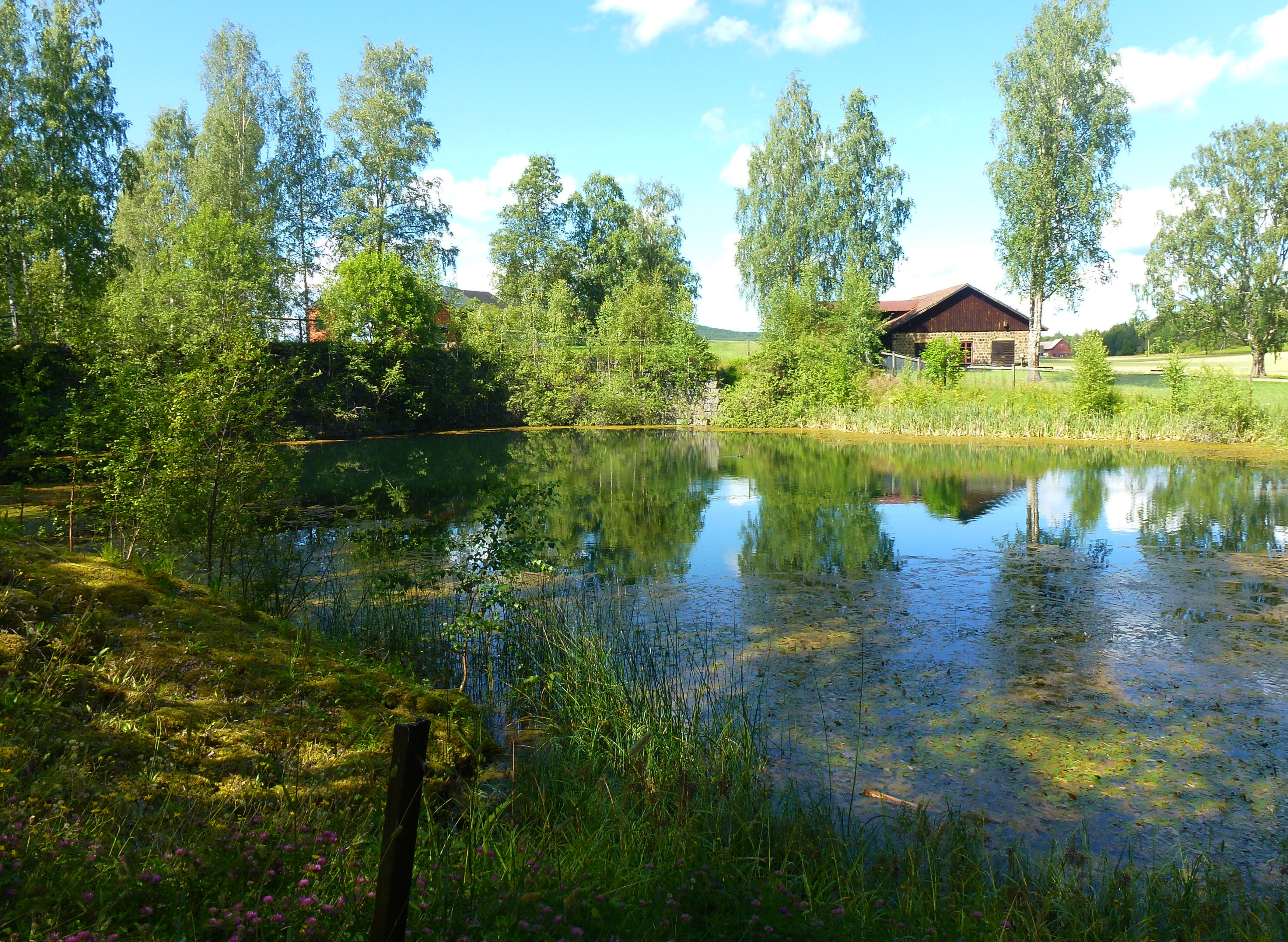
"Stora stöten" vattenfylld, 2015.

Fältet upptäcktes 1841 av bonddrängen Clas Westerholm. Med hjälp av en lånad gruvkompass fann han ett utsträckt magnetfält öster om sjön Rällingen vid ett åkerstycke som kallades Gruvvreten. Han fick inmutning bekräftad den 30 januari 1841 och blev därigenom hälftenägare i fyndigheten tillsammans med Klosters bruks ägare. I juni samma år slöts kontrakt om gruvbrytning i vad som skulle bli Rällingsbergsgruvan.  Efter sex år löstes Westerholm ut från gruvan, för 8 000 kronor, men omkring 35 år senare gjordes även en andra utbetalning à 5 000 kronor, då han gjort av med alla pengarna och var utfattig. 1871 bildade bruksägarna Klosters AB och 1892 bildades Rällingsbergs gruvaktiebolag som ett dotterbolag till detta.
Malmen i gruvan hade en hög halt mangan och var därför lämplig för det bessemerjärn som producerades i den nya masugnen på Klosterverken (järnbruket i Långshyttan) från 1861 (med uppehåll 1864–1868). Att få tillgång till egen malm minskade Kloster AB:s kostnader avsevärt, något som delvis kompenserade bolagets brist på eget träkol.

### Teknisk utveckling
Efter att bruksägarna löst ut Westerholm kompletterades det ursprungliga dagbrottet, "Stora stöten", med ett lodrätt schakt i väster. Efter en förändring i brytmetoden gjordes även ett andra schakt, detta något närmare brottet. Omkring 1865 anlades en cirka 400 meter lång kanal från Dammsjön i riktning mot gruvan, som leddes in i en plåttub. Tuben, som var 3,5 fot (1,04 m) i diameter och cirka 500 meter lång, gav vattnet en fallhöjd på 9,5 meter till en turbin à 17 hästkrafter. Turbinen, som stod i källaren till spelhuset drev sedan gruvspelet och pumparna. Senare skulle spelet och pumparna få varsin turbin. En lokomobil à 8 hästkrafter införskaffades som reservkraft. På 1890-talet installerades en tredje turbin i det så kallade Dynamohuset, som genererade elektrisk ström till två borrmaskiner. 1809 tillkom en kompressor i maskinhuset som drev två luftborrar (en finns idag bevarad på Tekniska museet). I samma hus fanns även en klensmedja med två härdar, med vässning av borrar som främsta användningsområde. Från spelhuset gick en annorlunda injektoranläggning till maskinhuset, i vilken blästerluften till härdarna transporterades. Anläggningen togs ur drift omkring 1917. Rällingsbergs gruva fick elektrisk ström utifrån 1918, och gruvdriften kom då igång ordentligt. Elen gjorde att vaskverk och skrädhus kunde avvecklas och belysning, ovan jord, installerades. Anrikningsverket byggdes också 1918, med motordriven kross och uppfordringsverk.

### Transport
Malmen fraktades ursprungligen till bruket i Långshyttan med oxar och hästar. På 1850-talet anlades en kanal från Ågruvan via Rällingsberg ner till Rällingen. Med pråmar kunde då malmen, åtminstone under sommarhalvåret, transporteras från gruvorna via sjösystemet Rällingen–Lillforsån–Tyllingen in till Långshyttan. Väl där behövde malmen dock fraktas för hand några hundra meter in till bruket. Efter att den nya masugnen uppförts 1861 grävdes ytterligare en kanal, Malmkanalen, från Tyllingen till hyttan. 1870 tillkom Bessemerkanalen vars sträckning går bakom nuvarande kyrkan.
Efter att anrikningsverket uppförts vid gruvan, fördes malmen från Ågruvan och Sjögruvan dit med järnväg och linbana. År 1868 började järnvägsbankar anläggas av gråberg från gruvorna, vilken togs i drift 1872 som hästbana. Banan gick över en myr söder om området, som även den fylldes ut med gråberg. År 1882 ersattes hästarna med ånglok, och 1892 blev banan en del av Byvalla–Långshyttans Järnväg.

## Området idag

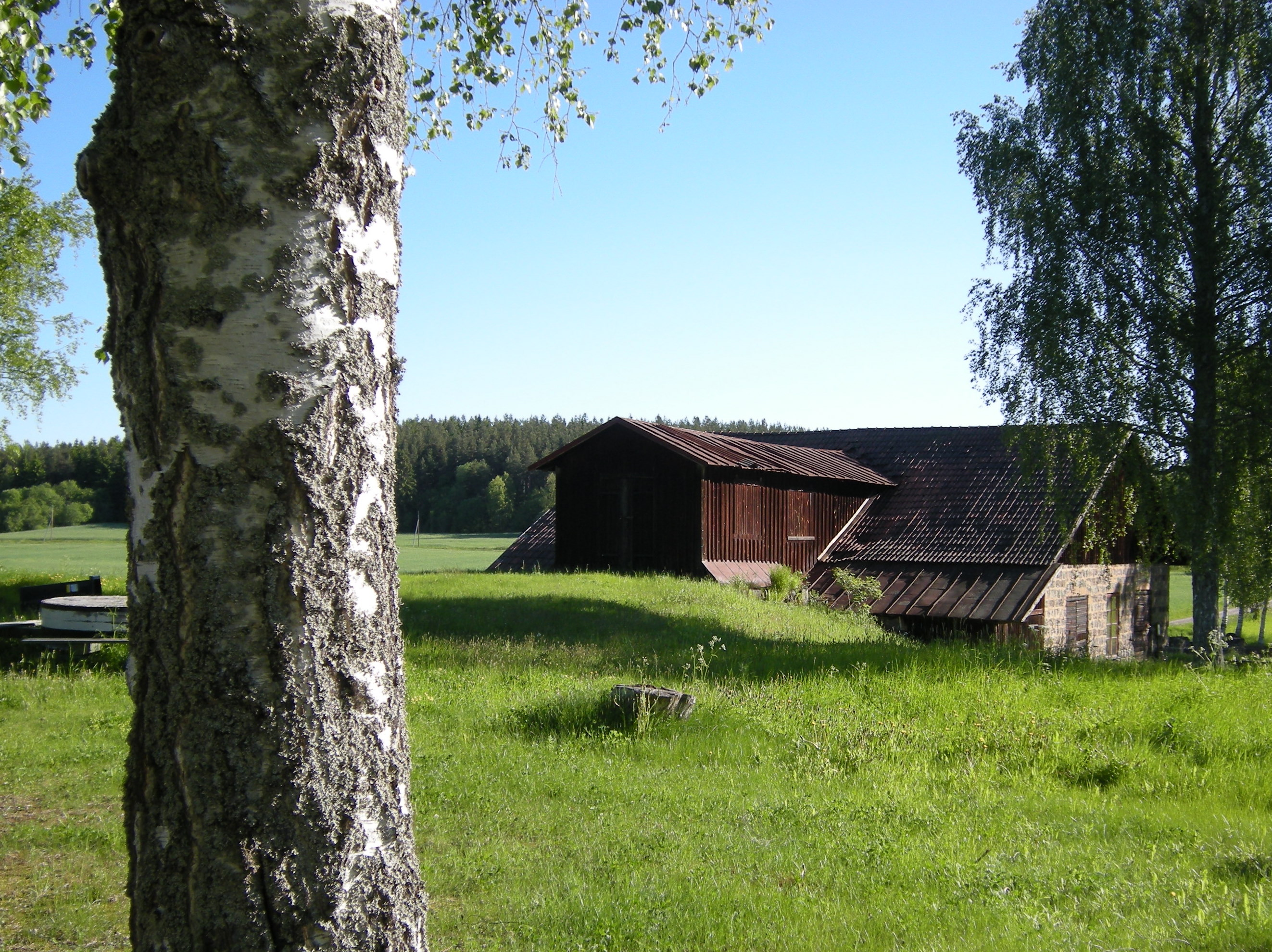
Dynamohuset, Rällingsbergs gruva

Idag återstår dynamitförrådet, gruvstugan, maskinhuset, skrädhuset och transformatorstationen på området. Likaså rester och ruiner av olika anläggningar, såsom anrikningsverket och transportsystemet med järnvägsbankar och kanaler. Kanalen till turbinen är borta, men kanalen för malmtransport finns kvar, både i gruvområdet och fortsättningen på andra sidan sjösystemet, inne i Långshyttans samhälle. Över kanalen finns i gruvområdet två välvda broar, som hört till gruvans järnvägsnät.
Dagbrottet, "Stora stöten", är närmast rektangulärt och mäter cirka 60x30–35 m  i öst-västlig riktning. Markytan vid brottet sluttar svagt åt öster, så att västra kanten är ca 4 m och östra kanten är 1 m över vattenytan. Brottets västra, samt delvis södra och norra kanter, i delarna som gränsar mot den västra, är kallmurade av slaggsten. Ur vattnet sticker ett flertal träpålar upp ur vattnet. Två av gruvschakten vid Rällingsbergs gruva är täckt av gjutna åttkantiga betongplattor, vilka är 0,4 m höga och 6 respektive 7 m i diameter. Det tredje, sydost om dagbrottet, är ett cirkulärt gruvhål, 5 m i diameter med 0,3 m ner till vattenytan. Kanten är fodrad med slaggsten och järnstängsel sitter runt hålet. Ett varp av skrotsten och handskrädningssten finns något västsydväst om gruvhålet. Mellan gruvhålet och dagbrottet kan man se en banvall till ett nerlagt järnvägsspår i nord-sydlig riktning.
Ågruvan, Kåjsa i folkmun, blev 110 meter djup när brytningen avbröts 1927. Idag är Ågruvan ett gruvhål på omkring 5 m i diameter, vilket är vattenfyllt till 0,5 m under markytan. Kanten är fodrad med slaggsten, tvärs över hålet är en metallstång från kant till kant och ett järnstängsel omgärdar schaktet. Vid Ågruvan finns varphögar av skrotsten och handskrädningssten och flera husgrunder. Myrgruvan, som liksom Sjögruvan inte blev särskilt djup, är idag ett rektangulärt gruvhål 4x3.5 m i sträckningen NNV-SSÖ och 2 m ned till vattenyta. Kanterna är fodrade med timmer och ett järnstängsel sitter runt hålet. Varp av skrotsten och handskrädningssten finns söder och nordnordväst om gruvhålet. Över Sjögruvan ligger en niosidig betongplatta, 5 m i diameter och 0.5 m hög, och en husgrund finns inte långt från schaktet.

### Galleri

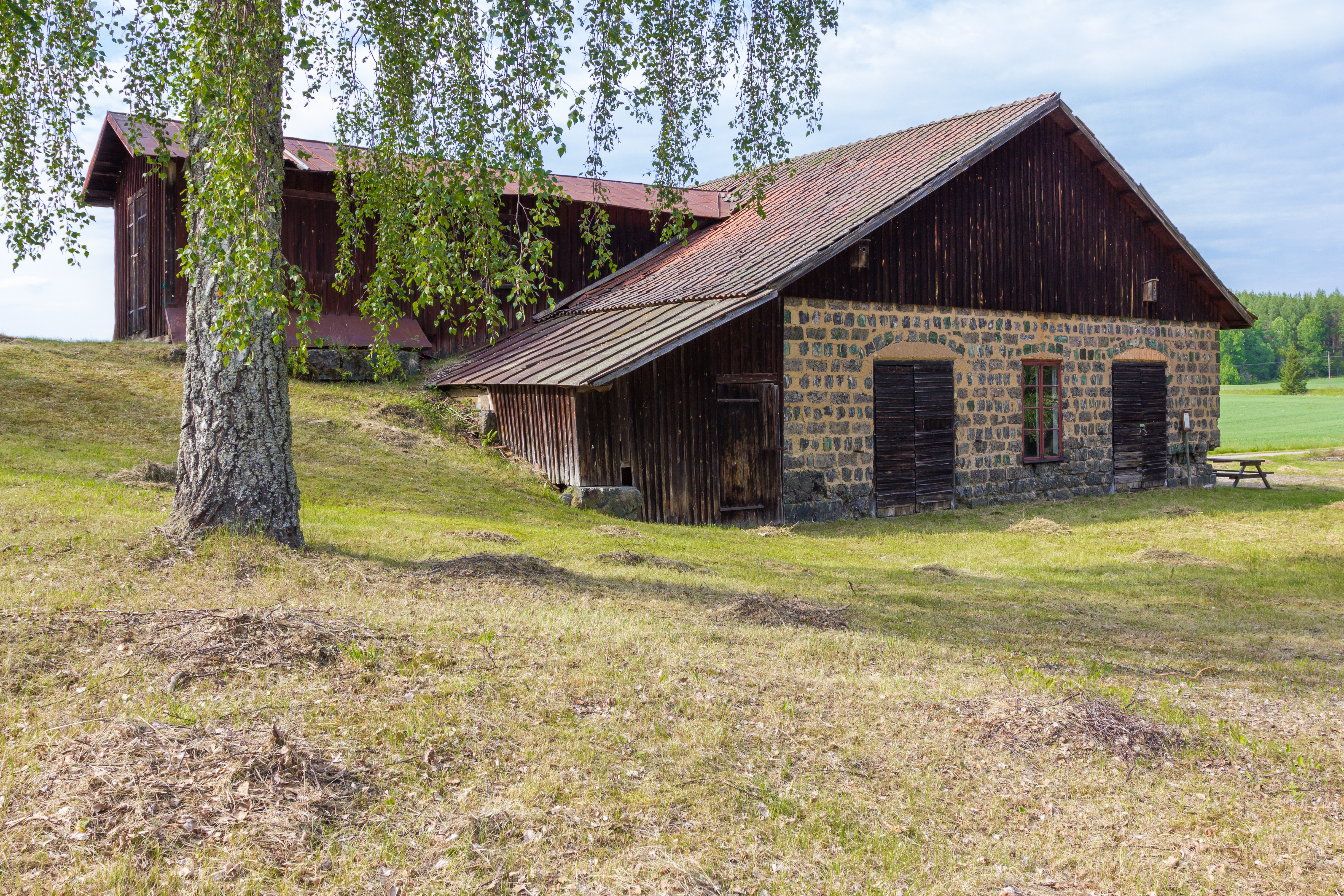
Dynamohuset
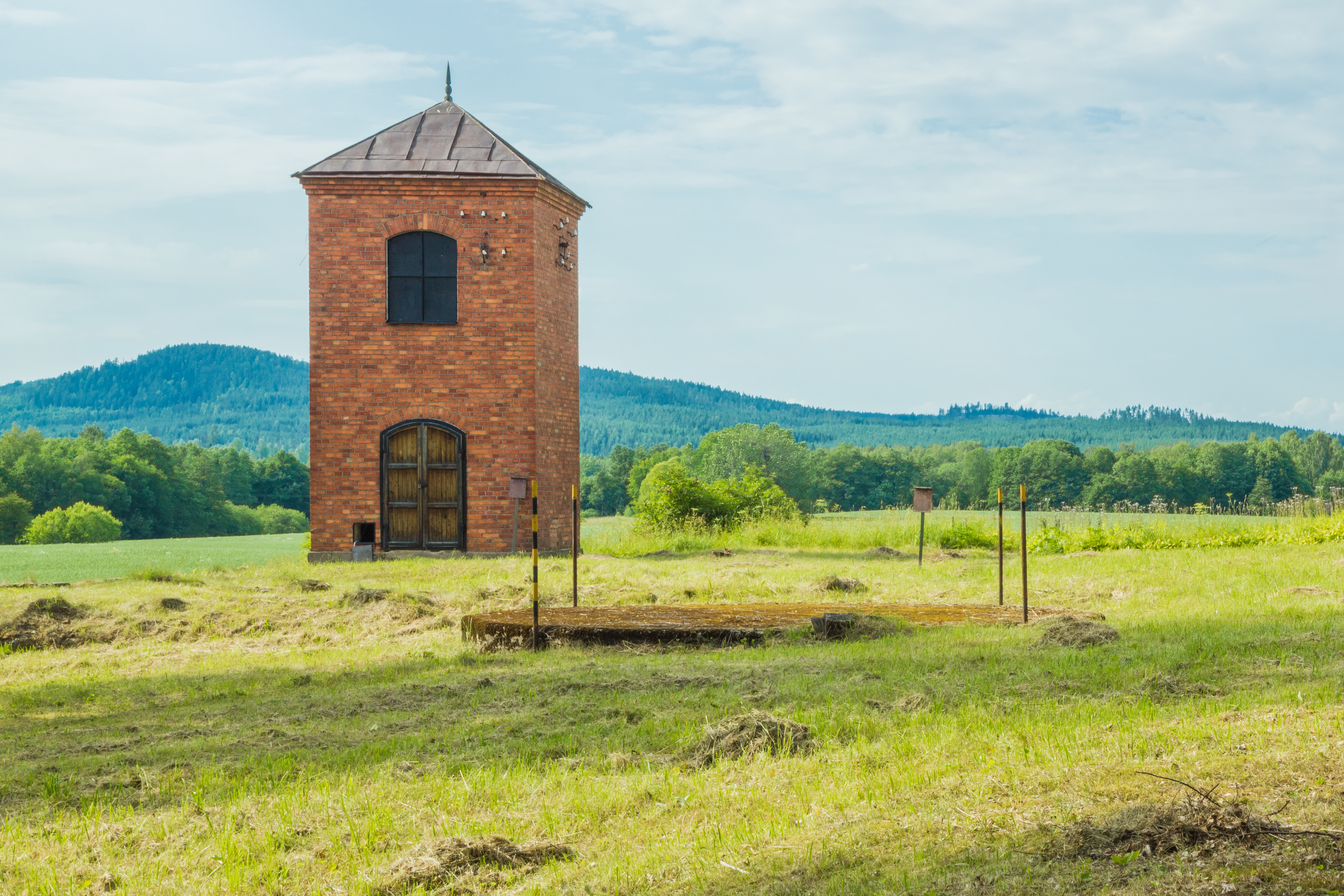
Transformatorstationen och det äldsta schaktet
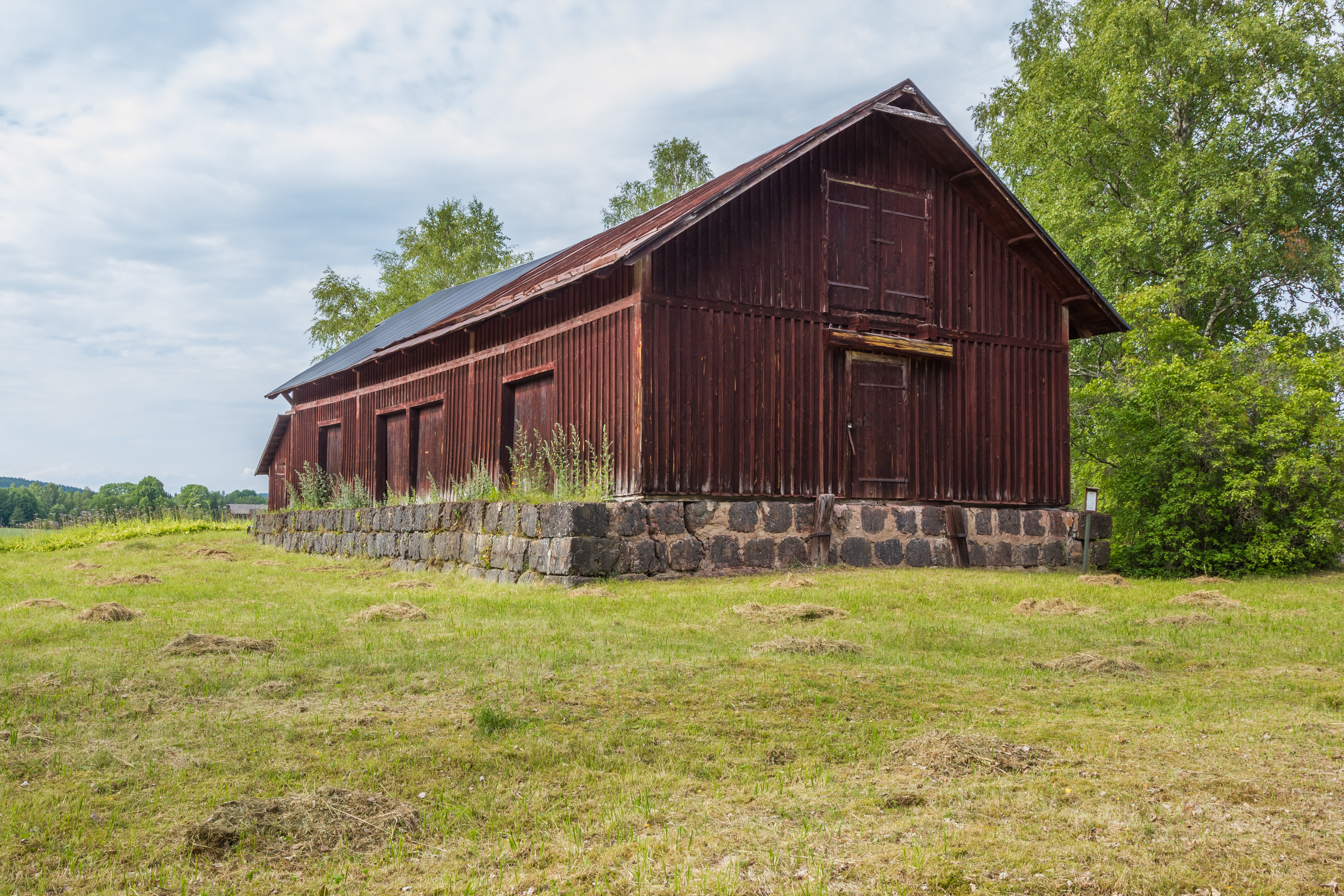
Skrädhuset
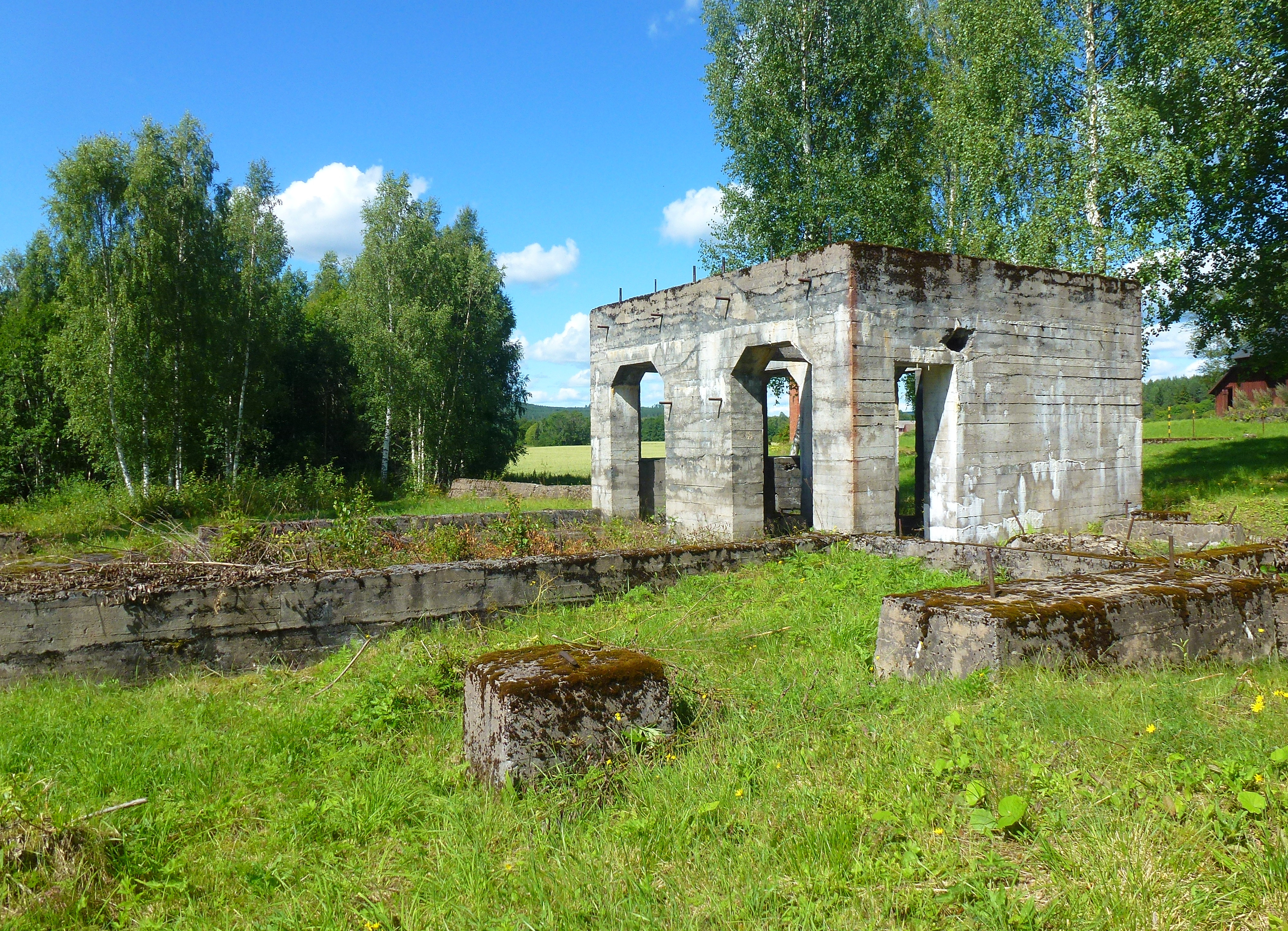
Rester av anrikningsverket